# Tom Goovaerts (illustrator)
Tom Goovaerts (Ekeren, 26 april 1966) is een Vlaams cartoonist en illustrator.  Hij behoort tevens tot het illustere gezelschap De Kathedralen Van Merksem.
Hij volgde studies Toegepaste Grafiek aan het Sint-Lukas Instituut in Brussel. Onmiddellijk na het beëindigen van deze opleiding begon hij als zelfstandig cartoonist en illustrator.  Hij was huiscartoonist van computerblad Clickx en zijn tekeningen verschenen onder andere ook in Menzo en TV Gids Primo.  Ook voor verschillende uitgeverijen, reclamebureaus en de VRT maakt hij illustraties.
Tom Goovaerts is ook kunstschilder gespecialiseerd in abstracte werken. 